# София Лундберг
София Лундберг (на шведски: Sofia Lundberg) е журналистка и писателка на произведения в жанра драма, любовен роман, детска литература и документалистика. 

## Биография и творчество
София Лундберг е родена през 1974 г. във Вестерос, Швеция. От малка е запалена читателка. Завършва гимназия в родния си град. През 2000 г. получава бакалавърска степен по журналистика. След дипломирането си работи като журналистка в списание в Стокхолм и като преподавател в Училищетото по комуникации Берг.
Първият ѝ роман „Червеният тефтер“ е издаден през 2015 г. и е преработен и преиздаден през 2017 г. Като малка главната героиня Дорис получава от баща си тефтер с червени кожени корици, в който записва историите от живота си – от слугуването в богаташка къща, през модния подиум в Париж, ужаса на Втората световна война, самотата в Ню Йорк, любовта ѝ с Адам, и всички спомени иска да сподели с племенницата си Джени. Романът става бестселър, номиниран е за литературни награди в Швеция, Германия и Франция, и е издаден в над 30 страни по света.
Следват романите ѝ „Въпросителната е половин сърце“ от 2018 г. и „И дъбът още е там“ от 2019 г., в които основна линия на сюжета е връщането и спомените от миналото на героите. През 2021 г. се насочва и към литературата за деца с първата книга „Kampen mot tramset“ (Борбата срещу глупостите) от поредицата „Луи и Рио“.
София Лундберг живее със семейството си в Стокхолм.

## Произведения

### Самостоятелни романи
- Den röda adressboken (2015, 2017)[1][2]
Червеният тефтер, изд.: ИК „Хермес“, Пловдив (2020), прев. Радослав Папазов
- Ett frågetecken är ett halvt hjärta (2018)
Въпросителната е половин сърце, изд.: ИК „Хермес“, Пловдив (2020), прев. Стефка Кожухарова
- Och eken står där än (2019)
И дъбът още е там, изд.: ИК „Хермес“, Пловдив (2022), прев. Стефка Кожухарова
- Som en fjäder i vinden (2021)

### Серия „Луи и Рио“ (Loui och Rio)
1. Kampen mot tramset (2021) – с илюстрации от Даниел Бломквист (Puppet)[2][3]

### Документалистика
- Steget före: smarta råd för föräldrar : från graviditet till sexårstrots (2007) – с Лундберг Андреас
- Familjesprall: 100 aktiviteter för stora och små : inne, ute, året om (2008) – с Рейфорд Кристин